# Wechselzahl
Die Wechselzahl (engl. Turnover Frequency, abgek. TOF) beschreibt in der Katalyse die Anzahl an Formelumsätzen (bzw. katalytischen Zyklen), die ein bestimmter Katalysator pro Zeitspanne und katalytisch aktivem Zentrum beschleunigen kann. Die Wechselzahl ist ein Maß für die Effizienz eines Katalysators.

## Homogene metallorganische Komplexkatalyse
In der homogenen metallorganischen Komplexkatalyse ist in der Regel jedes Komplexmolekül katalytisch aktiv. Gemessen wird die Wechselzahl z. B. als die volumetrische Reaktionsrate {\displaystyle \left(\mathrm {in\,{\frac {mol_{Edukt}}{m^{3}\cdot s}}} \right)} pro katalytisch aktivem Komplex {\displaystyle \left(\mathrm {in\,{\frac {mol_{Katalysator}}{m^{3}}}} \right)}; die SI-Einheit der Wechselzahl ist damit s−1.

## Heterogene Katalyse
In der heterogenen Katalyse wird die Wechselzahl als Umsatz pro aktivem Zentrum pro Katalysatorvolumen bestimmt.
Die Zahl der aktiven Metallzentren ist dabei z. B. durch Wasserstoff- oder Kohlenmonoxidadsorption bestimmbar, die Zahl der aktiven Säurezentren z. B. durch die Adsorption von Ammoniak.

## Biokatalyse
In der Biochemie charakterisiert der Quotient aus Wechselzahl (kcat) und Michaelis-Menten-Konstante (Km) die Leistungsfähigkeit bzw. katalytische Effizienz eines einzelnen Enzymmoleküls.
Bei enzymatischen Reaktionen wird statt der Gesamtzahl an möglichen Umsätzen die Anzahl der Umsätze pro Zeitspanne bestimmt. Damit ist die Wechselzahl in diesem Zusammenhang die Geschwindigkeitskonstante der enzymatischen Reaktion. Daher wird hier auch von molekularer Aktivität (kcat) gesprochen. Mathematisch betrachtet beschreibt der Wert also das Maximum des Enzymumsatzes pro Zeit, der durch weitere Substratgabe nicht mehr steigerbar ist.

### Beispiele
| Enzym                 | Substrat                 | Wechselzahl (kcat) in s−1 | kcat / Km in s−1·mol−1·l | Quelle |
| --------------------- | ------------------------ | ------------------------- | ------------------------ | ------ |
| Carboanhydrase        | CO2                      | 1.000.000                 | 76.000.000               | [ 2 ]  |
| "                     | HCO3−                    | 200.000                   | 10.000.000               | "      |
| Katalase              | H2O2                     | 10.000.000?               | 40.000.000               |        |
| Acetylcholinesterase  | AcCh                     | 25.000                    | 50.000.000               | [ 3 ]  |
| Urease                | Harnstoff                | 3.000                     | 1.250.000                | [ 4 ]  |
| Fumarase              | Fumarat                  | 1150                      | 5.560.000                | [ 5 ]  |
| "                     | S-Malat                  | 600                       | 700.000                  | "      |
| Kinasen               | ATP                      | 1.000                     | –                        | ?      |
| Trypsin, Chymotrypsin | Proteine                 | 100–1.000                 | –                        | ?      |
| Dehydrogenasen        | NADH, H+, FADH2          | 1.000                     | –                        | ?      |
| DNA-Polymerasen       | DNA, NTP                 | 10–10.000                 | –                        | ?      |
| - Pol I               | "                        | 15                        | –                        | ?      |
| - Pol III             | "                        | 10.000                    | –                        | ?      |
| Myosin-ATPase         | ATP                      | 100                       | –                        | ?      |
| humane Aldolase A     | Fructose-1,6-bisphosphat | 60                        | 1.150.000                | [ 6 ]  |
| "                     | Fructose-1-phosphat      | 1,3                       | 50                       | "      |
| humane Aldolase B     | Fructose-1,6-bisphosphat | 13                        | 1.100.000                | "      |
| "                     | Fructose-1-phosphat      | 11                        | 3.000                    | "      |
| humane Aldolase C     | Fructose-1,6-bisphosphat | 20                        | 1.500.000                | "      |
| "                     | Fructose-1-phosphat      | 2,7                       | 150                      | "      |
| Lysozym               | Murein                   | 0,5                       | –                        | ?      |